# ماهی کتانجک بزرگ
ماهی کتانجک بزرگ (نام علمی: Heterostichus rostratus) نام یک گونه از زیرراسته بلنی است.